# Brian Nickholz

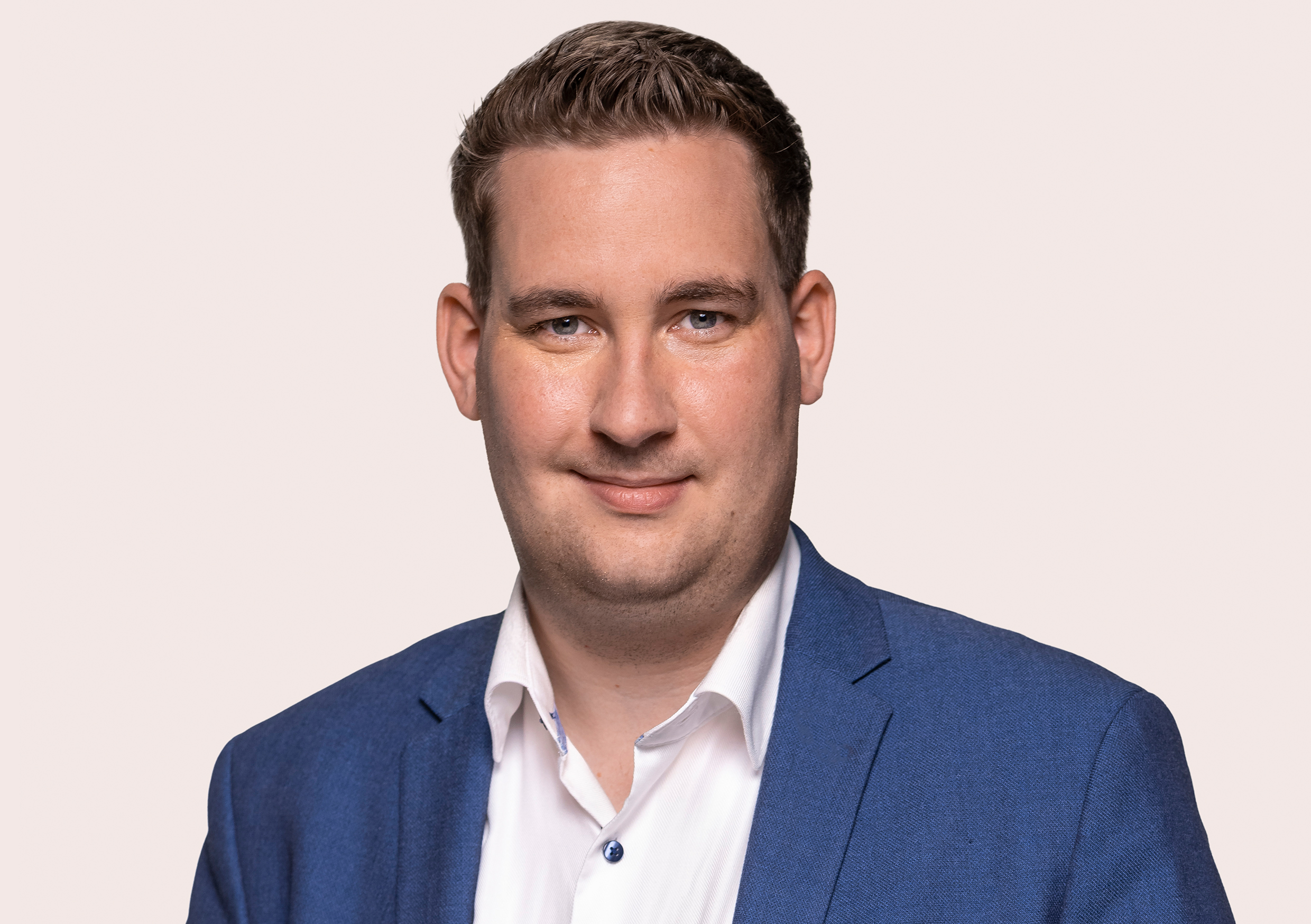
Brian Nickholz (2021)

Brian Nickholz (* 22. Dezember 1989 in Gelsenkirchen) ist ein deutscher Politiker (SPD) und war von 2021 bis 2025 Mitglied des Deutschen Bundestages.

## Ausbildung und Beruf
Nickholz wurde in Gelsenkirchen geboren und wuchs in Marl auf. Er machte nach seiner allgemeinen Hochschulreife die Ausbildung zum Industriekaufmann. Nach seiner Ausbildung wurde er bei Wilo SE in Dortmund als Innovation Administrator angestellt. Von 2013 bis 2016 war er als Assistent der Geschäftsführung und des Vorstands im Bereich zentrale Sachbearbeitung beim Landesverband der Sozialistischen Jugend Deutschlands – Die Falken NRW (SJD – Die Falken) tätig.
Von 2016 bis 2021 arbeitete er als hauptamtlicher Geschäftsführer der SPD-Fraktion im Rat der Stadt Marl.

## Politische Tätigkeiten
Brian Nickholz ist seit 2005 Mitglied der SPD. Er war von 2009 bis 2021 Mitglied im Rat der Stadt Marl. Zuvor war er bereits ab 2007 Mitglied der SPD-Ratsfraktion als sachkundiger Bürger. Im September 2020 übernahm er im Rat den Vorsitz des Ausschusses für Schule und Sport. Von 2012 bis 2016 war er Juso-Kreisverbandsvorsitzender im Kreis Recklinghausen. Seit 2014 ist er vom Rat der Stadt Marl in den Aufsichtsrat der Klinikum Vest GmbH und der Klinikum Vest Service GmbH entsandt. Von 2015 bis 2022 war er SPD-Ortsvereinsvorsitzender in Alt-Marl/Brassert. Seit 2018 ist er Stadtverbandsvorsitzender der SPD in Marl.
Bei der Bundestagswahl 2021 gewann er mit 37,4 % der Erststimmen den Bundestagswahlkreis Recklinghausen II. Zudem kandidierte er auf Platz 50 der Landesliste der SPD Nordrhein-Westfalen. Er engagierte sich als ordentliches Mitglied im Ausschuss für Wohnen, Stadtentwicklung, Bauwesen und Kommunen. Nickholz beteiligte sich maßgeblich an der größten Wohngeldreform aller Zeiten, dem Wohngeld Plus, das zum 1. Januar 2023 in Kraft getreten ist. Zudem befasste er sich als Berichterstatter mit dem Thema Wohnungs- und Obdachlosigkeit. Anfang September 2023 wurde er von der SPD-Bundestagsfraktion zum Beauftragten für Wohnungs- und Obdachlose gewählt. Brian Nickholz brachte sich zudem in der Wahlrechtskommission ein und war Mitglied in der Bundesstiftung Bauakademie.
Bei der Bundestagswahl 2025 kandidierte er erneut im Bundestagswahlkreis Recklinghausen II und konnte 29,05 % der Erststimmen auf sich vereinen, unterlag aber seinem Gegenkandidaten Lars Andre Ehm (CDU).

## Mitgliedschaften
Brian Nickholz ist Mitglied der Arbeiterwohlfahrt, von Borussia Dortmund, beim Bund der Pfadfinderinnen und Pfadfinder, im Stamm Ritter vom Loe zum Loe Marl, in der Sozialdemokratische Gemeinschaft für Kommunalpolitik, beim Bund für Umwelt und Naturschutz Deutschland, im Förderverein Klara Hospiz e.V., Bergbautradition e.V., in der Industriegewerkschaft Bergbau, Chemie, Energie und bei der SJD – Die Falken und in der Alten Schmiede Marl.

## Privates
Nickholz ist verheiratet.